# Petrus Ödström
Petrus Ödström (i riksdagen kallad Ödström i Hasselby, senare Ödström i Asker), född 14 maj 1868 i Gällersta, död 23 mars 1929 i Asker, var en svensk godsägare och politiker (frisinnad).
Petrus Ödström, som kom från en bondefamilj, var jordbruksförvaltare och senare godsägare i Lofta och Asker. Han hade även kommunala uppdrag, bland annat som kommunalstämmans ordförande i Lofta landskommun och ledamot av kommunalnämnden i Asker.
Ödström var riksdagsledamot i första kammaren år 1912 för Kalmar läns norra valkrets samt i andra kammaren från lagtima riksdagen 1918 till sin död 1929, åren 1918–1921 för Örebro läns södra valkrets och 1922–1929 för Örebro läns valkrets. Som representant för Frisinnade landsföreningen tillhörde han dess riksdagsparti Liberala samlingspartiet, från 1924 (efter den liberala partisprängningen) efterföljt av Frisinnade folkpartiet. I riksdagen tillhörde han bland annat andra lagutskottet som suppleant 1919–1924 samt som ledamot 1925–1929. Han engagerade sig bland annat i frågor kring statens markpolitik.